# Edvard Gylling
Edvard Otto Vilhelm Gylling (1881–1938 ou 1944 ), foi um político social democrata proeminente na Finlândia, mais tarde líder da Carélia soviética.
Ele foi membro do Parlamento da Finlândia pelo Partido Social Democrata da Finlândia 1908–1917 e ativo durante a Guerra civil finlandesa como Commissário de Finanças para os Vermelhos. Após a derrota dos Vermelhos, Gylling fugiu para a Suécia, porém mais tarde se mudou para a União Soviética.
Ele se tornou um dos principais líderes da RSS Carelo-Finlandesa como Presidente do Conselho de Comissários do Povo da RSS Carelo-Finlandesa 1920–1935. Ele foi acusado de nacionalismo e removido em 1935 e preso em 1937. Existem algumas contradições a respeito da morte de Gylling. Segundo documentos oficiais da União Soviética, Gylling morreu em agosto de 1944, mas algumas fontes afirmam que ele na verdade foi executado previamente, em 1940 ou 1938.